# アバケン
『アバケン』は、フジテレビで2013年から2014年まで放送されたバラエティ特別番組である。

## 概要
芸能人を対象に、その人物に関する世間のイメージが本当かどうかドッキリで検証する。

## 放送日時
| 回 | 放送年月日     | 放送時間（JST）   |
| -- | -------------- | ----------------- |
| 1  | 2013年 7月13日 | 土曜13:30 - 15:00 |
| 2  | 10月13日       | 日曜19:00 - 20:54 |
| 3  | 2014年 1月2日  | -                 |
| 4  | 5月6日         | 火曜19:00 - 20:54 |
| 5  | 8月26日        | 火曜19:00 - 20:54 |

- 第3回は『ザ・ドキドキどっきり』と合体したコンプレックス特別番組『新春豪華どっきり祭り!』（しんしゅんごうかどっきりまつり）として放送。

※関東地区では、第1回放送分が第2回放送当日の2013年10月13日に『日曜スペシャル』で再放送された。

## エピソード
2013年10月13日放送回において、ドランクドラゴン鈴木拓の人間性を検証した際、あまりに卑怯な振る舞いが露見されたため、本人のTwitterが炎上しニュースにもなった。

## 出演者

### 司会
- ユースケ・サンタマリア（第2弾から）
- SHELLY

### 進行
- 伊藤利尋（フジテレビアナウンサー）

## スタッフ
第5回（2014年8月26日放送分）
- 企画：赤池洋文
- ナレーター：服部潤
- 構成：板坂尚、キシモトジュン太、ねだしんじ（ねだ→第4回のみ）
- TP：深谷高史
- TD／SW：岩田一巳
- CAM：小出豊
- VE：山下悠介、瀧本恵司
- MIX：本間祥吾、篠良一
- LD：高木一成
- 編集：佐々木基次
- MA：内山祐希
- 音効：大島亮、佐々木良平
- TK：夏目理恵子
- 広報：清田美智子
- 協力：P-Compaby、モンスターゾーン
- 撮影協力：プロピア、iJet、STUDIO ZAN、西和商事、生楽亭、Fun's
- 映像協力：ゲッティ
- 技術協力：ニユーテレス、e-naスタジオ、TSP
- 美術協力：CAVIN
- OOHデザイン：エアーマジック
- デザイン：内藤博之
- 美術進行：高野一美
- 美術制作：矢吹秀徳
- タイトル：鴨下広光
- イラスト：齋藤信也、大串ゆうじ
- CG：グレートインターナショナル
- メイク：澤まきこ
- ブレーン：清水泰貴（第4回まで企画）、新村幸三郎（第4回まで総合演出）
- AP：橋本瑞枝、伊藤広人
- AD：中元雄幸、竹内和也、文昌奎、新井雄大、金子さとみ、稲垣遥平
- ディレクター：中山建治、岩田徹、亀山剛志
- 演出：赤平卓
- プロデューサー：本間謙二、谷田磨隆、村山学
- 制作協力：ノスコ・コンフィデンシャル
- 制作著作：フジテレビ

### 過去のスタッフ
- 企画：清水泰貴（第4回）
- ナレーター：垂木勉（第2回）、杉本るみ（第2回）
- 構成：外山信行（第1 - 4回）、山崎駿（第2回）
- MIX：奈良岡純一（第4回）
- 編集：堀内雅也
- MA：橋本光平
- 撮影協力：中村孝明貴賓館
- AP：嶋田哲治（第4回）
- AD：田島大輔、五十嵐将也
- ディレクター：牛山淳志、久延雅一、若林倫也